# يو إف سي 174
يو إف سي 174: جونسون ضد باجوتينوف (بالإنجليزية: UFC 174: Johnson vs. Bagautinov)‏ هو حدث لفنون القتال المختلطة نظمته يو إف سي، أُقيم في 14 يونيو 2014، على روجرز أرينا في فانكوفر، كولومبيا البريطانية، كندا.